# Acanthodactylus blanfordii
Acanthodactylus blanfordii (гребнепала ящірка Бланфорда) — вид ящірок родини ящіркових (Lacertidae). Мешкає в Західній та Південній Азії. Вид названий на честь англійського натураліста Вільяма Томаса Бланфорда.

## Поширення і екологія
Гребнепалі ящірки Бланфорда мешкають на південному сході Ірану (Керман, Систан і Белуджистан), на південному заході Пакистану (Белуджистан, узбережжя Мекрану) та на півдні Афганістану, а також на узбережжі Оманської затоки в Омані та ОАЕ (де вони спостерігалися в заповіднику Кальба), за деякими свідченнями, також на заході Індії. Вони живуть в різноманітних місцевостях — на дюнах і піщаних рівнинах, в глинистих і гравійних пустелях поблизу піщаних ділянок та у пересохлих руслах річок, однак уникають скелястих місцевостей. Зустрічаються на висоті до 1400 м над рівнем моря. Живляться комахами, відкладають яйця.